# Leyburn
Leyburn è un paese di 2 183 abitanti della contea del North Yorkshire, in Inghilterra.